# Plačkovac
Plačkovac (ili Pljačkovac) jest rijeka u Bosni i Hercegovini.
Desna je pritoka Ugra, pritoka Vrbasa. Nastaje od dva manja potoka jugoistočno od Gornjih Korićana. Na toku dugom 3 – 4 kilometra u rijeku se ulijeva više manjih potoka. 
Na rijeci se nalaze dva vodopada koji su zaštićeni kao geomorfološki spomenik prirode.